# José Luis Azuaje Ayala
José Luis Azuaje Ayala (Valera, Venezuela; 6 de diciembre de 1957) es un arzobispo católico y docente venezolano que ejerce actualmente su labor pastoral como Arzobispo Metropolitano de la Arquidiócesis de Maracaibo. También fue Presidente de la Conferencia Episcopal de Venezuela en el trienio 2018-2021 y Presidente regional de Cáritas América Latina y el Caribe desde 2011 hasta 2023. Actualmente, es el primer Vicepresidente del Consejo Episcopal Latinoamericano y Caribeño (CELAM).

## Biografía
Es el menor de cuatro hijos. Es hijo de José Salvador Azuaje y Aura del Carmen Ayala de Azuaje en Valera, estado Trujillo,
Realizó los estudios de bachillerato en el seminario menor “Corazón de Jesús” de la Diócesis de Trujillo. Sus estudios de filosofía los hizo en Caracas en el otrora Seminario Interdiocesano “Santa Rosa de Lima” de 1975-1979.
En septiembre de 1979 fue enviado a Roma, para cursar sus estudios de teología en la Pontificia Universidad Gregoriana, donde obtuvo el bachillerato en teología y, posteriormente, la licenciatura en la especialidad de Teología Fundamental.
El desempeño de su ministerio sacerdotal lo desarrolló principalmente como párroco desde 1984-1988, en la parroquia “San Antonio Abad”, en Mendoza Fría del estado Trujillo; posteriormente, durante once (11) años de 1988-1999, en la parroquia “San José” de Valera. Asimismo se desempeñó como Director Diocesano de la Catequesis y Pastoral Social, al mismo tiempo, como vicario episcopal de pastoral de la Diócesis de Trujillo, servicio que prestó desde 1993-1999 cuando lo hicieron Obispo.
El 18 de marzo de 1999, por gracia de Dios y de la sede apostólica, el Papa Juan Pablo II lo llamó para instituirlo como sucesor de uno de los apóstoles, lo nombró obispo titular de Itálica y auxiliar de la Arquidiócesis de Barquisimeto.
Es hermano de Ana Ramona, Yanet y José Salvador Ayala Azuaje, nieto de la reconocida Trujillana Mercedes Olivar vda Monsalve.

### Estudios
Terminó sus estudios eclesiásticos en los seminarios de Trujillo y Caracas y se licenció en Teología Fundamental en la Pontificia Universidad Gregoriana de Roma.

### Presbítero
Se ordenó sacerdote el 5 de mayo de 1984 y ocupó diversos cargos pastorales en la diócesis de Trujillo. A lo largo de su trayectoria ha ocupado diferentes cargos entre los que se encuentran el de párroco de Mendoza Fría y de San José, así como el de director de la Secretaria para la Pastoral Social de la diócesis y vicario episcopal para la pastoral diocesana.

## Episcopado

### Obispo Auxiliar de Barquisimeto
El Papa Juan Pablo II lo nombró Obispo titular de Itálica y Obispo Auxiliar de la Arquidiócesis de Barquisimeto el 18 de marzo de 1999.
Recibió la Ordenación episcopal el 29 de mayo de 1999, por el Excmo. Mons. Vicente Ramón Hernández Peña, Obispo de Trujillo, como consagrante principal, con el Excmo. Mons. Tulio Manuel Chirivella Varela, Arzobispo de Barquisimeto, y el Excmo. Mons. Baltazar Enrique Porras Cardozo, Arzobispo de Mérida, sirviendo como co-consagrantes.

### Obispo de El Vigía-San Carlos del Zulia
El Papa Benedicto XVI lo nombró II Obispo de la Diócesis de El Vigía-San Carlos del Zulia el 15 de julio de 2006.

### Obispo de Barinas
El 30 de agosto de 2013 fue nombrado IV Obispo de la Diócesis de Barinas por el Papa Francisco.

### Arzobispo de Maracaibo
El 24 de mayo de 2018, fue nombrado IV Arzobispo Metropolitano de la Arquidiócesis de Maracaibo por el Papa Francisco. Recibió el Palio Arzobispal de manos del Excmo. Mons. Aldo Giordano, Nuncio Apostólico del Papa Francisco en Venezuela, el 18 de noviembre del año 2018, fecha en la cual se celebra a Nuestra Señora del Rosario de Chiquinquirá, patrona del Estado Zulia, en Venezuela.

## Trabajos como obispo
También ocupó el cargo de Presidente de Cáritas América Latina y Caribe durante tres cuatrienios (2011-2015; 2015-2019; 2019-2023) y presidente de la Conferencia Episcopal Venezolana en el trienio 2018-2021. Actualmente, es el primer Vicepresidente del Consejo del Episcopado Latinoamericano en el cuatrienio 2023-2027.
| Predecesor: Ninguno                              | Obispo Auxiliar 1999 - 2006      | Sucesor: Ninguno                                |
| Predecesor: Mons. William Enrique Delgado Silva  | II Obispo del Vigía 2006 - 2013  | Sucesor: Mons. Juan de Dios Peña Rojas          |
| Predecesor: Mons. Ramón Antonio Linares Sandoval | IV Obispo de Barinas 2013 - 2018 | Sucesor: Mons. Jesús Alfonso Guerrero Contreras |
| Predecesor: Mons. Ubaldo Ramón Santana Sequera   | IV Arzobispo de Maracaibo 2018 - | Sucesor: En el cargo                            |